# Raphaël Pichon

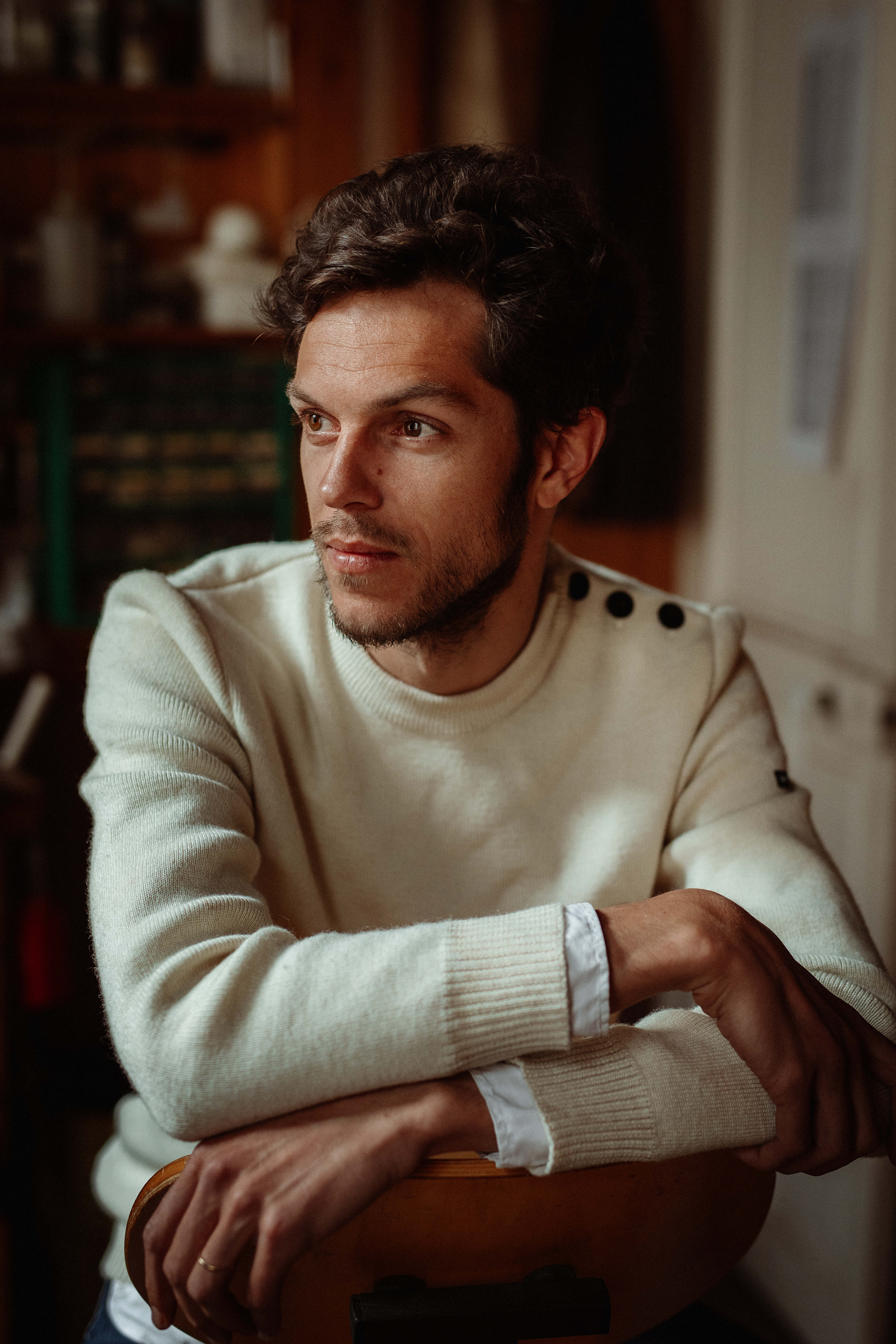
Raphaël Pichon

Raphaël Pichon (geboren 1984 in Paris) ist ein französischer Dirigent, dessen Laufbahn als Countertenor begann.

## Leben und Werk
Pichon sang im Kinderchor der Petits Chanteurs von Versailles, studierte Violine und Klavier in Versailles und in der Folge Alte Musik, Musiktheorie, Chor- und Orchesterleitung am Conservatoire national supérieur de musique et de danse in Paris. Er wurde Countertenor und erhielt Engagements unter Stabführung von Paul Agnew, Bruno Boterf, Sébastien d'Hérin, Vincent Dumestre, Laurence Equilbey, Geoffroy Jourdain, Ton Koopman, Michel Laplénie, Gustav Leonhardt, Jordi Savall und Jean Tubéry.
2006 gründete er das Ensemble Pygmalion, bestehend aus einem Chor und einem Instrumentalensemble, welches auf historisch-authentischen Instrumenten spielt. Mit diesem Ensemble, welches institutionell mit der Opéra national de Bordeaux verbunden ist, studierte Pichon die Querverbindungen zwischen den „deutschen“ Komponisten (Bach, Mendelssohn, Schütz, Brahms) und den „welschen“ (Rameau, Gluck, Berlioz) und stellte sie in seinen Programmen gegenüber. Insbesondere für die historische Aufführungspraxis der geistlichen Musik Bachs und den tragédies lyriques Rameaus kam ihm hohe Anerkennung zuteil. Seine Projekte der Vergangenheitserkundung führten ihn zum Festival d’Aix-en-Provence, wo er 2014 die Produktion Trauernacht mit Musiken Bachs in der Regie von Katie Mitchell vorstellte. Zwei Jahre später führte die Wiederentdeckung von Luigi Rossis L’Orfeo zu Aufführungen an der Opéra national de Lorraine sowie an der Opéra royal du château de Versailles. 2017 stellte er Monteverdis Vespro della beata vergine beim Holland Festival vor, weiters bei den BBC Proms, in der Chapelle royale de Versailles und beim Bachfest Leipzig. 2018 dirigierte er Die Zauberflöte beim Festival d’Aix-en-Provence. 2018 und 2019 dirigierte er jeweils zwei Mozart-Matineen bei den Salzburger Festspielen.
Raphaël Pichon ist Gastdirigent renommierter Ensembles, darunter Holland Baroque, des Stavanger Symfoniorkester, Les Violons du Roy, des Scottish Chamber Orchestra, des Orchestre de Chambre de Lausanne und des Deutschen Symphonie-Orchesters Berlin. Er gastiert regelmäßig am Opernhaus Zürich, weiters in der Salle Pleyel, an der Opera-Comique von Paris, in Rouen, Toulouse, Brüssel, Barcelona und Hamburg. Er hat sein Repertoire sukzessive erweitert und dirigiert heute auch Chor-Orchesterwerke wie Brahms’ Deutsches Requiem, Mendelssohns Elias und Strawinskys Les Noces.
Raphaël Pichon ist mit der französischen Sängerin Sabine Devieilhe verheiratet.

## Aufnahmen (Auswahl)
Es bestehen zahlreiche Aufnahmen. Pichons Alben wurden mehrfach prämiert, er erhielt u. a. den Gramophone Classical Music Award, den Titel CD des Monats der Zeitschrift Opernwelt, den Diapason d’Or de l’année, den Choc de l’année und einen Edison Klassiek. Immer wieder spielt er Musik zusammen mit seiner Ehefrau ein, der Sopranistin Sabine Devieilhe.
- Bach: Alle Messen, Alpha
- Bach: Köthener Trauermusik
- Rameau: Dardanus, Alpha
- Rameau: Dardanus (DVD)
- Rameau: Castor et Pollux
- Rossi: L’Orfeo (DVD)
- Bach: Matthäus-Passion

- Rheinmädchen mit Werken von Schubert, Schumann, Brahms und Wagner
- Stravaganza d’Amore!
- Les Funérailles royales de Louis XIV.
- Enfers mit Stéphane Degout, Harmonia Mundi